# Reacción cortical
La reacción cortical o reacción de zona  es un lento proceso que se produce en la fecundación cuando un espermatozoide se une con la membrana plasmática del óvulo (reacción de zona). Se trata de una modificación de la zona pelúcida que inhibe la poliespermia o polispermia (entrada de más de un espermatozoide al óvulo); las enzimas hidrolíticas liberadas por los gránulos corticales digieren las proteínas ZP2 y ZP3 receptores de espermatozoides, provocando que ya no ingresen nuevas espermas en los mamíferos.
La reacción cortical es la exocitosis de los gránulos corticales del óvulo. Los gránulos corticales son vesículas secretoras que se encuentran justo debajo de la membrana plasmática del óvulo. Cuando el espermatozoide fertilizador entra en contacto con la membrana plasmática del óvulo, hace que el calcio se libere de los sitios de almacenamiento en el óvulo, lo cual ocasiona el aumento de la concentración intracelular de calcio libre. Esto desencadena la fusión de las membranas de gránulos corticales con la membrana plasmática del óvulo, liberando el contenido de los gránulos en el espacio extracelular. La fusión se inicia cerca de la zona de contacto de esperma y luego, conforme la ola de liberación de calcio sucede alrededor del óvulo, se produce una ola de resultados de fusión de los granulos corticales. El contenido de los gránulos varía con la especie, y no se conocen en su totalidad.